# Koudo
Koudo è un arrondissement del Benin situato nella città di Lokossa (dipartimento di Mono) con 13.911 abitanti (dato 2006).